# マラッカ海峡

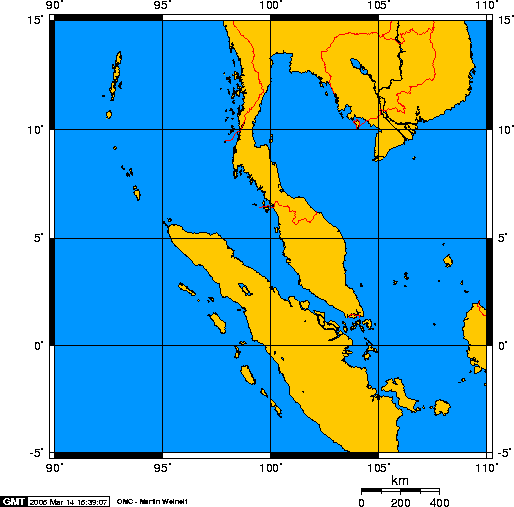
マラッカ海峡近辺の地図

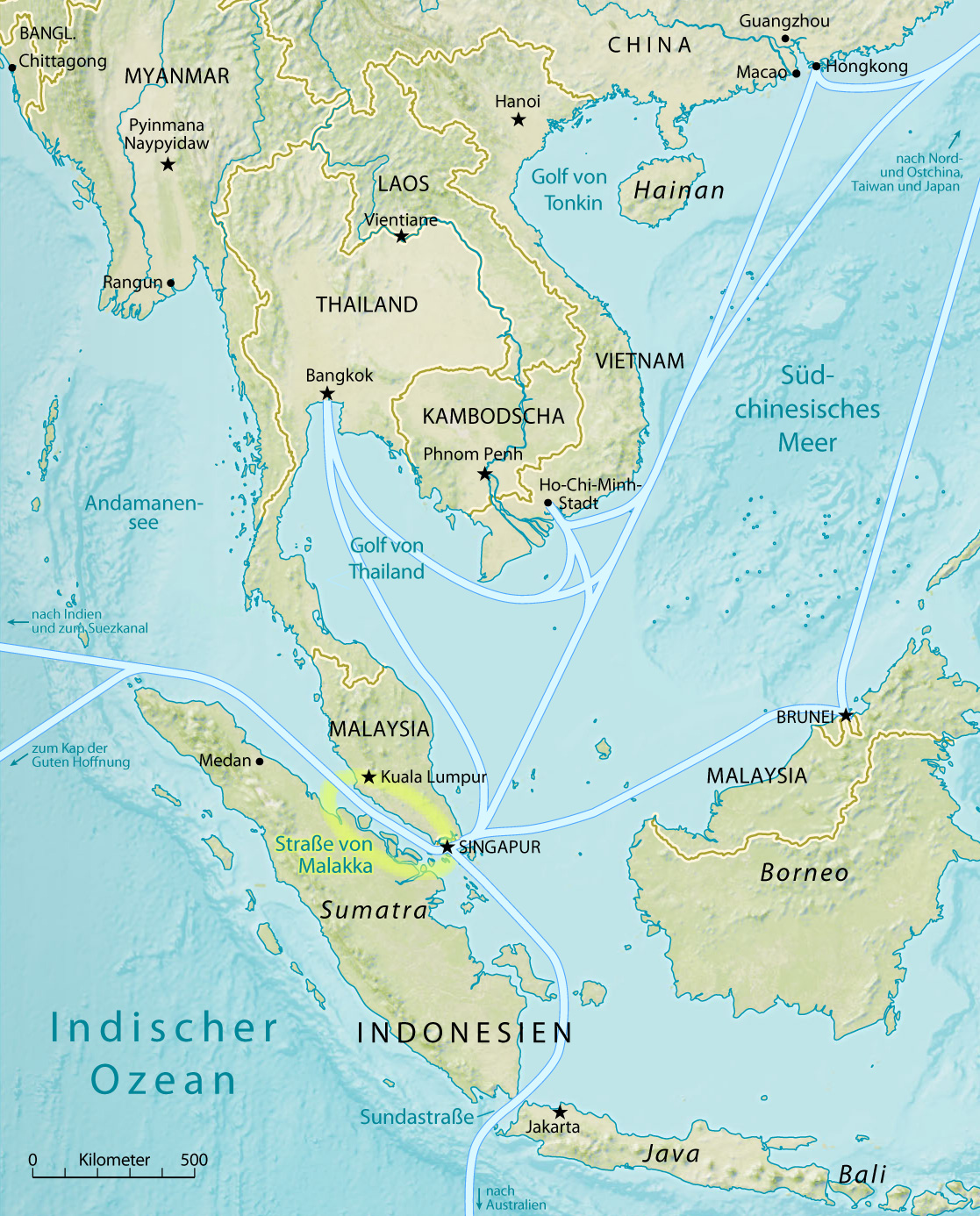
マラッカ海峡・スンダ海峡付近の地勢と主要航路

マラッカ海峡（マラッカかいきょう、英語: Strait of Malacca、マレー語: Selat Melaka）は、マレー半島とスマトラ島（インドネシア）を隔てる海峡。南東端で接続しているシンガポール海峡とあわせて太平洋とインド洋を結ぶ海上交通上の要衝となっている。2005年における年間の通過船舶数は9万隻を超えており、タンカー、コンテナ船などの経済的に重要な物資を運ぶ大型貨物船が海峡を行き交っている。そのことからオイルロードと呼ばれることもある。経済的・戦略的にみて、世界のシーレーンの中でもスエズ運河、パナマ運河、ホルムズ海峡にならび重要な航路の一つである。

## 地理・地誌
全長は約900キロメートル、幅は65キロメートルないし70キロメートル（北西側の海峡入口付近では約250キロメートルに広がる）ほどの北西方向から南東方向へとつながる細長い海峡であり、スンダ陸棚上にあるために平均水深は約25メートルと浅く、岩礁や小さな島、浅瀬が多い。このため、大型船舶の可航幅がわずか数キロメートルの箇所もある。
世界で最も船舶航行の多い海域の一つであり、太平洋の付属海である南シナ海とインド洋の一部であるアンダマン海を最短距離で結ぶ主要航路となっている。通過する貨物で最も多いのは、中東産の石油および石油製品である。しかし、シンガポール付近のフィリップ水路(Phillip Channel) は幅が2.8キロメートルと非常に狭く、水深も23メートルしかないため、世界の航路のなかでも有数のボトルネックとなっている。この海峡を通過できる船の最大のサイズはマラッカマックス (Malaccamax) と呼ばれており、大型タンカーの巨大化を制限する要因の一つとなっている。

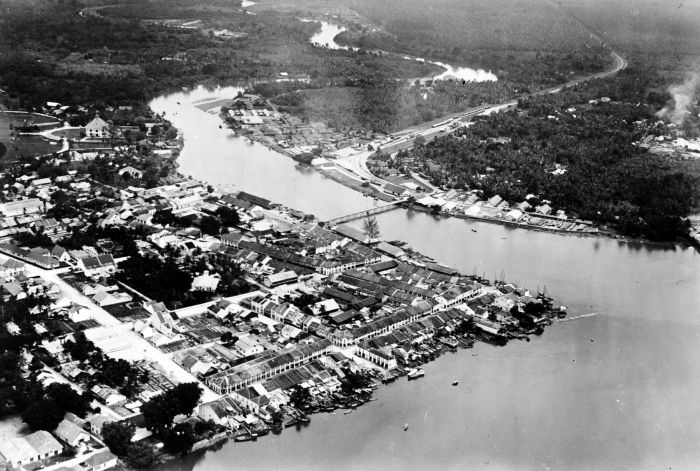
スマトラ島の都市タンジュン・バライ（1930年代の航空写真）

ケッペンの気候区分では、海域と両岸のほぼ全域が熱帯雨林気候 (Af) に属する。海流は年間を通して南東から北西へ向かって流れる。通常は波が穏やかであるが、北東季節風が発達する季節には海流が速度を増す。マラッカ海峡に流れ出すおもな河川にはスマトラ島のカンパル川、アサハン川がある。
沿岸国は、インドネシア共和国、マレーシアおよびシンガポール共和国であり、タイ王国を沿岸国に含める場合もある。海運業界では、この海峡付近を「海峡地」と一括して呼称することがあり、主な貿易港にマレー半島側のペナン（ジョージタウン、ペナン州）、ムラカ（英名マラッカ、ムラカ州）、ポートクラン（旧名ポートスウェッテナム、セランゴール州）、シンガポール、スマトラ島側にドゥマイ（リアウ州）などがあり、現代における最大の港湾都市はシンガポールである。

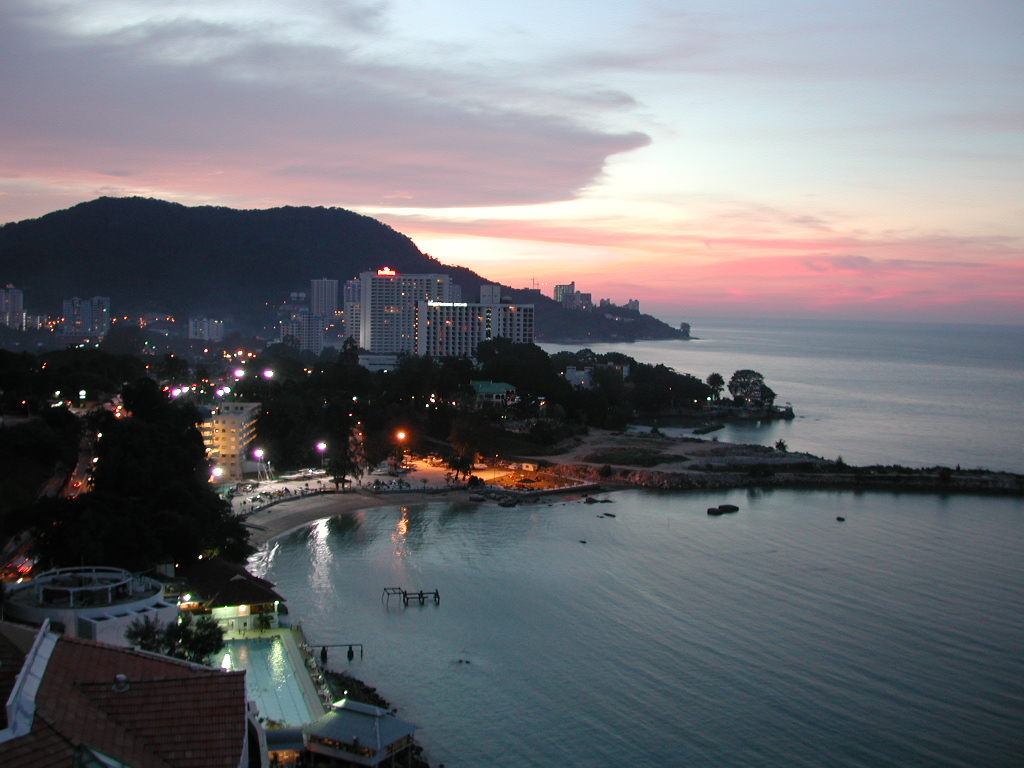
ペナン島のリゾートエリア

海峡の両岸では、天然ゴムの栽培がさかんであり、世界的な産地となっている。海峡に臨むマレー半島側の主要都市として、上述の諸都市のほかにペラ州のタイピンなどがあり、インドネシア側にはスマトラ島最大の都市メダン（北スマトラ州）のほか、アチェ州のランサ、北スマトラ州のタンジュン・バライなどの諸都市がある。また、マラッカ海峡を臨むタイのプーケット島、マレーシアのペナン島は世界的なリゾート地として知られる。

### 範囲
国際水路機関 (IHO) が『大洋と海の境界 第3版』において定めるマラッカ海峡の範囲は以下の通りである。
西端
スマトラ島北端の Pedropunt (北緯5度40分 東経95度26分 / 北緯5.667度 東経95.433度) とタイのプーケット島南端の Lem Voalan (北緯7度45分 東経98度18分 / 北緯7.750度 東経98.300度) を結ぶ線
東端
マレー半島南端の Tanjong Piai (北緯1度16分 東経103度31分 / 北緯1.267度 東経103.517度) から The Brothers (北緯1度11分5秒 東経103度21分0秒 / 北緯1.18472度 東経103.35000度) を通り Klein Karimoen (北緯1度10分0秒 東経103度23分5秒 / 北緯1.16667度 東経103.38472度) を結ぶ線
北端
マレー半島南岸
南端
スマトラ島北東岸から、Tanjong Kedabu (北緯1度06分 東経102度58分 / 北緯1.100度 東経102.967度) を通り Klein Karimoen を結ぶ線

## 歴史
西暦166年の「大秦王安敦の使者」や4世紀末から5世紀初頭にかけての東晋（中国南北朝時代）の法顕、7世紀後半の義浄、14世紀のイブン・バットゥータ、15世紀の明の鄭和の大遠征など、いずれもこの海峡を利用した。また、13世紀末の『東方見聞録』の著者マルコ・ポーロもこの海峡を利用し、風待ちのためスマトラ北端のペルラクに5か月間滞在している。

### シュリービジャヤ王国とマジャパヒト王国

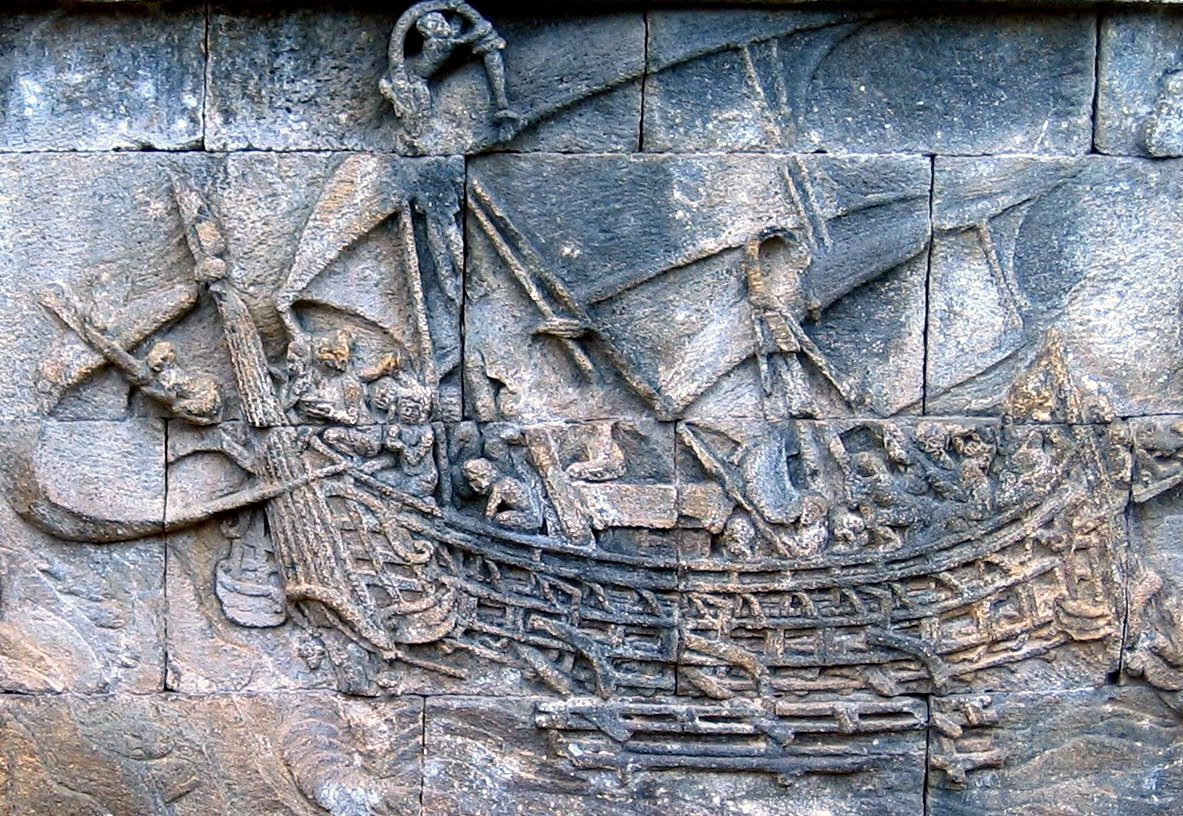
ジャワのボロブドゥール遺跡（シャイレーンドラ朝）に刻まれた当時の帆船のレリーフ（浮彫彫刻）

ユーラシア大陸の東西をむすぶ「インド洋ネットワーク」は、当初マレー半島をクラ地峡で横断するルートが主流であったため、東南アジアの物産は扶南やチャンパ王国を最大の集散地としたが、その後、7世紀から8世紀にかけてムスリム商人が来航するようになると、マラッカ海峡を経由するルートに変わった。西アジアの船は広州や泉州など中国南部に訪れ、これらの港町にはアラブ人やペルシャ人の居留地があったという。
こうして、マラッカ海峡は太平洋とインド洋を結ぶ海上交通の要路となり、海峡沿岸に興った国家のなかには海峡の両側を領域支配することによって貿易を通じて富強をはかる勢力も、歴史上何度か現れた。7世紀にスマトラ島南部に興った港市国家、シュリーヴィジャヤ王国もそのひとつである。唐の義浄は、インドへの留学の前に5か月、留学を終えてインドからの帰途には10年もの間シュリーヴィジャヤに滞留し、サンスクリット語の仏典の筆写と漢訳を行った。帰国後に彼が著した『南海寄帰内法伝』には、シュリーヴィジャヤには1,000人余りの仏僧がいて、仏教学のレベルもインドのそれに劣らないと記している。義浄は復路、クダ（マレーシア・クダ州）からシュリーヴィジャヤの首都に入ったが、首都は現在のパレンバン（インドネシア・南スマトラ州）の辺りにあった。
シュリーヴィジャヤは、一時、ジャワ島を本拠とするシャイレーンドラ朝の勢力におされて衰退したが、政争に敗れて亡命したシャイレーンドラ王家のパーラプトラを王として迎え、勢力を盛り返した。
唐が衰えると、陸上の「オアシスの道」「草原の道」の通行は決して安全なものとはいえなくなったが、そのことは逆に「海の道」への依存を飛躍的に増大させることとなり、シュリーヴィジャヤの隆盛に拍車をかけることとなった。五代十国を経て宋建国に至る10世紀の前半から中葉にかけては、イブン・ファキーフやアブー・ザイドなどがアラビア語で記した地理書や旅行記にはシュリーヴィジャヤの繁栄が記され、そこでは「ザーパク」と呼称されている。
また、宋代には中国人もさかんに南海貿易に進出するようになり、周去非『嶺外代答』や趙汝适『諸蕃志』などのすぐれた書籍も現れた。これらによれば、東はジャワ島、西はアラビア半島や南インドなどの各地から来航する船舶でこの海峡を利用しない船はなく、もし、入港しないで通過しようとする商船があれば、シュリーヴィジャヤの王国は水軍を出して攻撃を加えたこと、またパレンバンの港には鉄鎖があり、海賊の来航には鎖を閉じ、商船の来航にはこれを開いて迎えたことなどを記している。
シュリーヴィジャヤは、10世紀から11世紀にかけてジャワに本拠を置くクディリ王国やインド南部のチョーラ朝の攻撃を受けたが、これは、王国がマラッカ海峡の貿易を独占し、それによる富を集積していたためであった。14世紀には、ジャワ島に本拠を置くヒンドゥー教国、マジャパヒト王国からの征服を受けている。マジャパヒト王国は14世紀にガジャ・マダが現れて、一時、マレー半島からスマトラ・ジャワの両島、さらにカリマンタン島の南岸を支配する広大な海洋帝国を建設した。
その一方で、13世紀以降、スマトラ島北部やマレー半島の住民のムスリム化が進行している。13世紀末に当地に滞留したマルコ・ポーロは、北スマトラの人々がさかんにイスラーム教に改宗していることを『東方見聞録』のなかに書き残している。アラブ人の来航やイスラーム教の伝来から数世紀経過した13世紀という時期にムスリム化が急速に進展した理由として、インドでの目覚ましいイスラーム化の進展がみられたのがやはり13世紀であり、インド文化の影響の受けやすい東南アジアへはインド系のムスリム商人がもたらしたと考えられること、また、この時代にさかんだったのはイスラームのなかでも布教に熱心だった神秘主義教団スーフィーだったことなどが挙げられる。
そして、14世紀末から15世紀初頭にかけてムスリム政権としてマレー半島北西部にマラッカ王国が成立し、シュリーヴィジャヤとマジャパヒトの両勢力を抑えてマラッカ海峡の両岸を支配し、海洋国家を築いたのである。

### 帆船時代の東西交易とマラッカ海峡

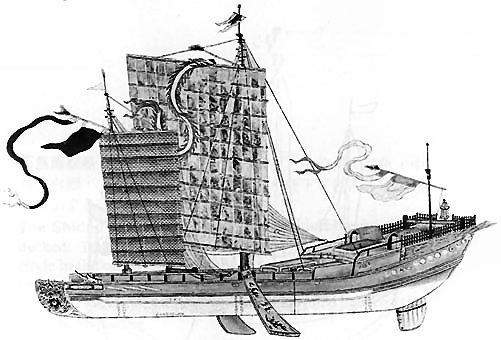
宋代のジャンク船

帆船の時代にあっては、古代エジプト、古代ローマ、アラビア、アフリカ、トルコ、ペルシャ、インドなど、海峡西方の諸国からの物資を運んできた貿易船は、現在のマレーシア西海岸のクダの港やムラカ（マラッカ）を利用した。古代にあっては、夏季（6月-11月）に吹くモンスーン（貿易風）に乗って西からの貿易船がクダなどに着き、冬季（12月-3月）に反対方向の風を用いて帰航するというケースが一般的であった。
6世紀ごろ著名な港湾として繁栄していたクダには、はしけ、人足、ゾウ、税関などが整備されており、ここに着いた荷物は一旦陸揚げされて、マレー半島東海岸のクランタン州周辺まで陸上輸送され、中国などの東方へ輸出する場合はさらにクランタンなどの港から荷物を積み出していた。
取引される各地の特産物としては、
- インド…穀物（米など）、象牙、各種の綿織物、染料
- アラビア半島・西アジア…乳香、没薬、馬、陶器、ガラス、絨毯
- 東南アジア…香料、香辛料、木材、染料
- 中国…陶磁器、絹織物、銅銭

などがあり、マラッカ海峡は、中国を起源として南シナ海や東シナ海で用いられたジャンク船とインド洋一帯で広く用いられた1本マストのダウ船とがともに行き交う海域であった。
12世紀から13世紀にかけて、東南アジアでは中国とインド・西アジア間の中継貿易のための港市が発達する。これは、モンスーン（季節風）の関係で、インド洋海域と東アジア地域との間を往復するには2年の歳月を必要としたが、東南アジアの港市との間を往復するだけであれば、その半分以下の時間しか掛からなかったからである。

### マラッカ王国の繁栄とヨーロッパ人の進出

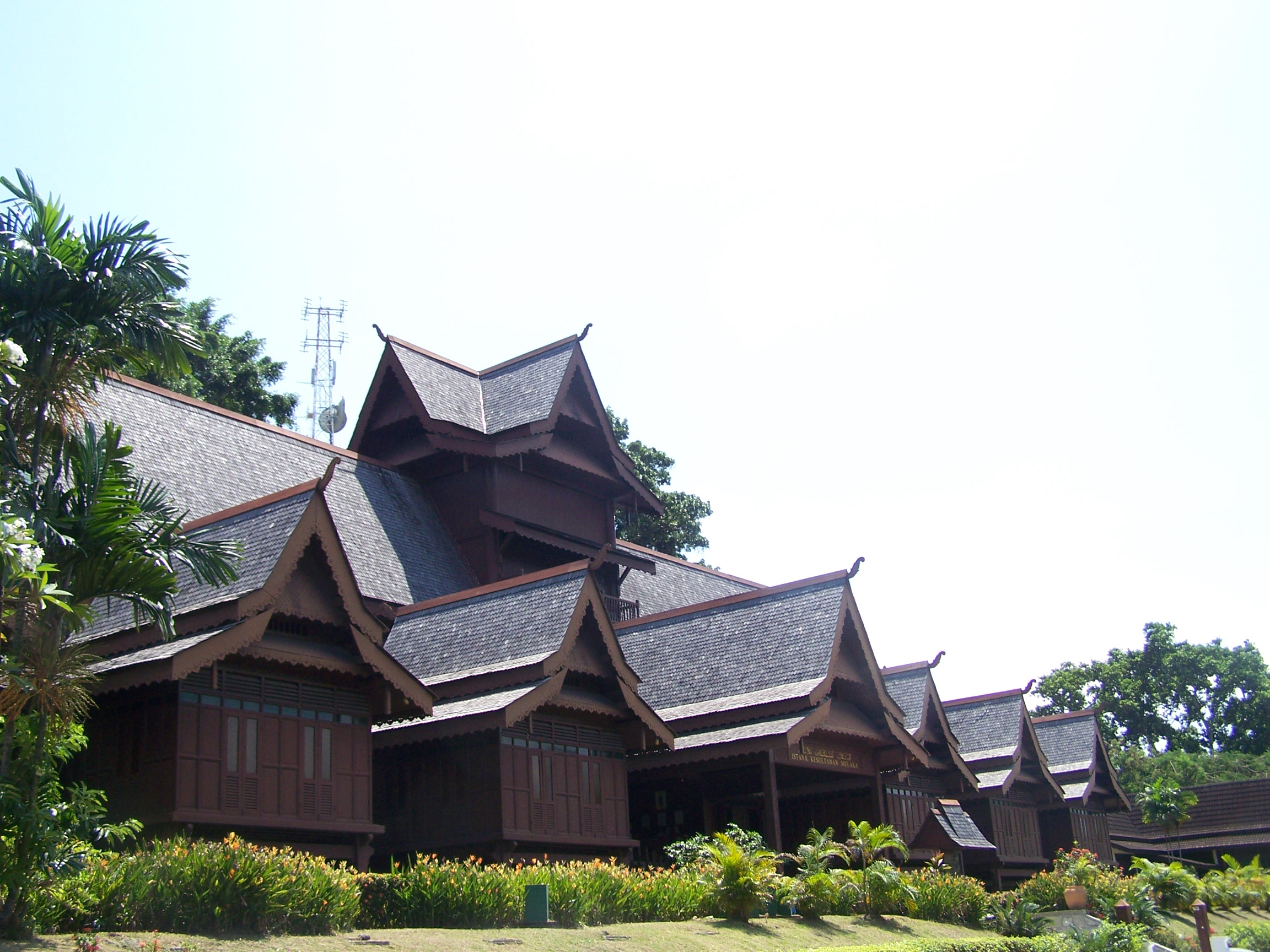
復元されたマラッカ王宮

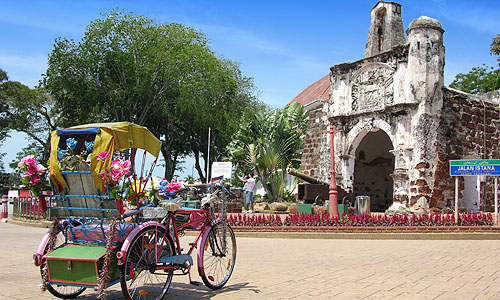
ムラカ（マラッカ）のポルトガル人の要塞サンティアゴ要塞跡

15世紀における海峡最大の貿易港はムラカ（マラッカ）であり、中継貿易で繁栄した港市国家マラッカ王国の主要港としてにぎわった。ムラカの港務長官は4人おり、第一長官はインド西海岸のグジャラート州、第二長官は南インド、ベンガル州およびビルマ（ミャンマー）、第三長官は東南アジアの島嶼部、第四長官は中国（明）、琉球王国、チャンパーをそれぞれ担当地域とした。ムラカは、商人や船員、通訳、港湾労働者、人や物流を管理する吏員、船乗りや商人の相手をする遊女などでにぎわった。
16世紀初頭、ポルトガル人トメ・ピレスの『東方諸国記』によれば、ムラカの港市には、カイロ・メッカ・アデンのムスリム、アビシニア人（エチオピア人）、キルワやマリンディなどアフリカ大陸東岸の人びと、ペルシャ湾沿岸のホルムズの人、ペルシャ人、ルーム人（ギリシャ人）などを列挙したうえで、「62の国からの商人が集まり、84もの言葉が話されている」と記している。こうした繁栄を知ったポルトガル人は1511年、16隻の軍艦でこの町を攻撃、占領してポルトガル海上帝国の主要拠点のひとつとした。1498年にヴァスコ・ダ・ガマがインド航路を「発見」してから15年足らずのことであった。

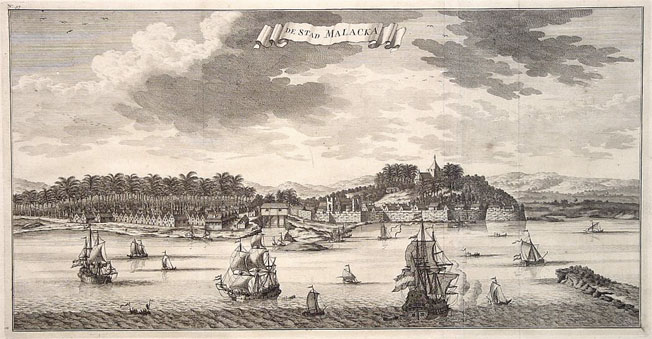
「マラッカ古図」（1726年）

その後、マラッカ海峡の両岸は、ポルトガルとスマトラ島北端部のアチェ王国、マレー半島南部とリアウ諸島に基盤を置くジョホール王国の三者が合従連衡を繰り返してマラッカ海峡の交易の利を独占しようとし（「三角戦争」）、17世紀前半にはアチェ王国が優位に立ってアチェ全盛時代を築いたが、最終的には、新規参入者であったオランダとマラッカ王国の末裔であったジョホール王国とが連合し、1641年にポルトガル勢力を駆逐し、ムラカはオランダの占領するところとなった。しかし、ムラカ（マラッカ）は貿易港としては衰退し、17世紀後半には海上民を統制し。オランダ・アチェとも良好な関係を構築したジョホール王国がジャンビ王国と抗争しながらも全盛期をむかえ、東西交易の中継として繁栄した。
海峡地帯にはマレー人はじめスマトラ内陸部ミナンカバウ人やスラウェシ島南部のブギス人など東南アジア各地の諸民族、中国人、インド人、アラビア人、ペルシア人、ヨーロッパ人、日本人など数多くの人種・民族が住んだ。ムラカはその後、19世紀初頭のナポレオン戦争の際にはイギリスによって占領された。ムラカはいったんオランダに返還されたが、1824年、イギリスはオランダとのあいだに英蘭協約を結んで、マレー半島側をイギリスの勢力圏、スマトラ島側をオランダの勢力圏とした。
1869年のスエズ運河の開通後は、それまでスマトラ島・ジャワ島間のスンダ海峡を利用していた船舶も、その多くがマラッカ海峡を利用するようになり、いっそう重要性を増した。また、特にマレー半島側の鉱業・農業における大規模開発を促し、ペナン、シンガポールの両港の発展がもたらされた。
その一方で、オランダ東インド政庁は1871年のスマトラ条約によってイギリスの干渉を排除し、1873年、海峡の安全確保を名目にアチェ王国の保護領化を企図して王国への侵攻を開始した。これがアチェ戦争であるが、アチェの人々の頑強な抵抗により、オランダ軍がスマトラ全土を制圧したのは1912年を待たなければならなかった。これにより現在のインドネシア全域がオランダの植民地となった。いっぽう、現在のマレーシアに相当する英領マレー連合州が成立したのは1896年のことである。
第二次世界大戦時にイギリス軍が日本軍に放逐され、終戦に至るまで日本軍の占領下におかれた。終戦後にイギリスやオランダの国力が低下したことを受け、インドネシアはオランダ領、マレー連合州はマラヤ連合（のちマレーシア連邦、現在のマレーシア）としてイギリス領からそれぞれ独立した。海峡沿岸国の領海は3海里から12海里に拡大され、かつて公海として自由な航行に供されてきた海峡も現在は領海化されている。
マラッカ海峡は、1994年に発効した国連海洋法条約における「国際海峡」に該当するとされており、外国の艦船や航空機は、国際法上の取り決めと沿岸国の法令にしたがうことを条件として、海峡通過のための通航権が認められ、沿岸諸国は現在、航路帯および分離通航帯を設定し、通航船舶にその遵守を求めている。

## 航行の障害と安全
長狭なマラッカ海峡の中でもワン・ファザム堆からシンガポール海峡までの約400キロメートルは特に狭い上に浅瀬が多く、大型船は特に航行に困難をともなう。海賊多発地域としても知られ、気象の変化が著しいことから突然襲うスコールが視界を妨げることも多い。また、くびれた地勢を示すマラッカ海峡では、潮汐により強い潮流が発生し、さらに、この強い潮流が「サンドウェーブ」と呼ばれる波紋状の砂州を形成するため、水深が頻繁に変化する危険がある。南シナ海域で多くみられる北東季節風が発達する季節には、東方向からの強い海流も加わり、この海峡で航行の安全を保持し続けることは必ずしも容易なことではない。

### 海賊・沈没船・森林火災

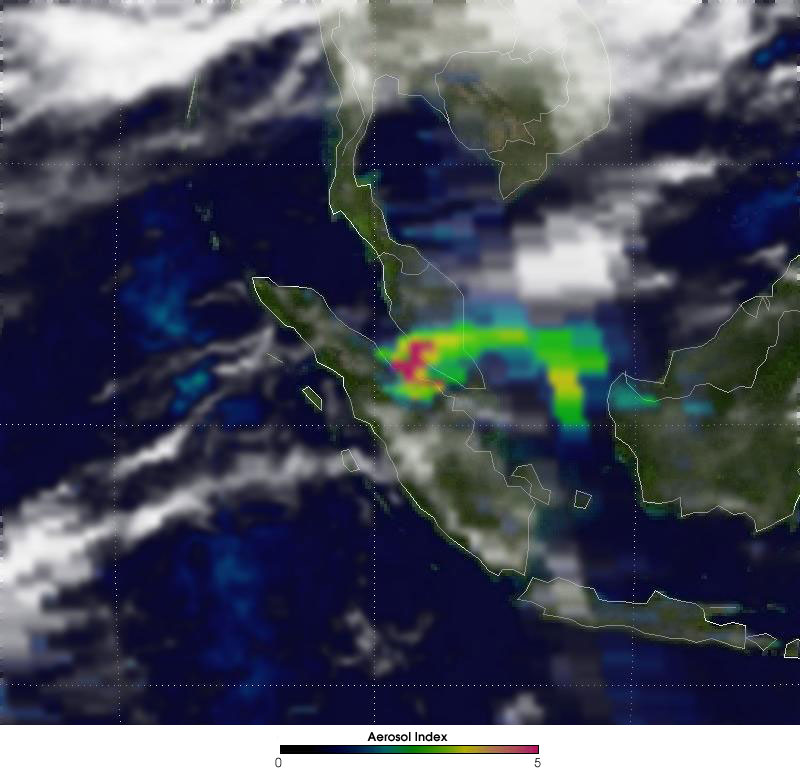
山火事とそれによって広がるもやの範囲（2005年）

近代以降、マラッカ海峡は東アジアと中東・ヨーロッパなどを行き交う各国船舶にとって死活的に重要な航路となっているが、近年、海峡を利用する商船に対する海賊行為が横行している。1994年に25件だった船舶襲撃は、2000年には220件に激増し、2003年には150件以上、2005年でも世界全体の約37パーセントにあたる102件の海賊事件が発生した。
2005年（平成17年）3月14日、現地で日本籍のタグボート「韋駄天」が襲撃され、日本人船長と機関長、フィリピン人船員3名を連れ去り、拉致事件が発生した（同3月21日に解放）。また、1999年（平成11年）にも同様に日本の船が海賊に襲われるという事件が起こっている。
船に対する危険は海賊だけでなく、浅瀬などでの難破もある。海峡内には1880年代以来の難破して沈んだ船が少なくとも34隻あるとみられており、航路の障害となっている。
また、スマトラ島では生活における失火や焼畑農業を原因として森林火災が毎年のように発生し、立ち上る煙はヘイズと呼ばれマラッカ海峡を越えてマレーシアにまで達している。濃い煙が流れてくると、海上はわずか200メートルほど先しか見えなくなり、船は速度を落として運航せざるを得ない状況にある。

### 座礁事故防止策と海賊対策
1960年代以降、中東-東アジア間の大型タンカーの航行量が増大した。しかし、当海域は航行支援設備が不足し、海図の整備も不十分だったため、しばしば座礁事故が発生した。そのため、沿岸各国と日本が協力して、1960年代後半より航行支援設備や海図の整備を行っており、この協力関係は現在も継続中である。また、座礁事故防止のため、マラッカ海峡では船底と海底のあいだを一定の距離に保つUKC方式 (Under Keeping Clearance) が採用されている。
2005年12月、日本とインドネシア、マレーシア、シンガポールの国際協力により、マラッカ海峡とシンガポール海峡の電子海図が完成した。2006年には、日本はインドネシアに対し政府開発援助の一環として円借款を行い、海難事故や海賊対策のため沿岸無線局を33局、船舶自動識別装置を備えた無線局を4局設置した。同年には無償資金協力として19億2100万円を供与し、巡視船3艇を供与してインドネシアの巡視船艇建造計画を支援した。なお、現在、日本財団が中心となり、利用者が安全確保のための費用負担を分担するための基金の設立を提案している。
海賊対策として、マレーシア・インドネシア・シンガポールなど沿岸諸国の海軍が警備を強化しているほか、日本からも海上保安庁の巡視船が海賊の哨戒に当たっている。また、技術や人材育成の面でも日本は東南アジア諸国に対し国際協力を行っている。2007年（平成19年）には、高速船を用いる海賊対策として、日本政府はインドネシアに対し、政府開発援助 (ODA) により巡視艇3隻を日本国内で新造し、無償供与した。操舵室等が防弾構造であり武器輸出三原則に抵触するおそれがあることから、運用を対テロ・対海賊に限定し、日本政府の同意なく第三国へ引き渡さない等の条件を付すことで武器輸出三原則の例外とした供与であった。
さらに、海賊など海上犯罪の要因として沿岸地域の深刻な貧困が考えられるとして、日本政府はかつてロンボク海峡付近でため池やダムなどの灌漑システムの構築やこれらの維持管理する農業技術者育成などを行って一定の成果をあげており、マラッカ海峡においてもその経験を踏まえ、地域の農村開発に資する支援をおこなっている。

## 沿岸の開発とその計画

### 工業開発
上述したように、マラッカ海峡を通過する貨物で最も多いのが中東産の石油であり、行き先は日本や中国などの東アジアが多い。その航路上にあるシンガポールは一大石油精製基地として発展し、1980年代には日系企業の石油化学工場が建設され、その南のインドネシアのバタム島でも石油工業の開発が進展した。

### さまざまなボトルネック解消策
上述のようにマラッカ海峡の水深の浅さからくる危険性回避のため、日本のマラッカ海峡協議会は1971年（昭和46年）に浅瀬の浚渫を提案したことがあったが、当時は冷戦下だったこともあり、ソビエト連邦軍の艦船が出入りしやすくなるという軍事上のリスクが指摘されたほか、浚渫によって漁業が打撃を受けるおそれがあるとして沿岸諸国が反対したことにより実現していない。
一方、タイ領内のクラ地峡に運河を造るという、マラッカ海峡の通航を緩和する一方で重要性も低下させるおそれのある計画が昔から幾度か取り沙汰されている。これが実現すればアフリカ・中東から太平洋への航路は約600マイル（約960キロメートル）ほど短縮される。これは、時間にすれば1日ないし2日間の時間短縮になり、燃料の節約もできることとなる。しかし、この運河の建設によりタイ南部の陸地が分断され、ムスリムが多く分離主義の動きもあるパタニ地方がタイ本土から切り離されてしまうこと、タイ中南部は潮州系や福建系の華僑人口も多く、彼らがシンガポールの地位低下を喜ばないことなど複雑な要因がからみ合っており、タイ国内にも慎重論がある。2004年、ワシントン・タイムズは、中国がタイに対して運河建設費を分担するよう申し出たことを報じたが、タイの財政難や周辺環境に与える影響の大きさも指摘され、クラ地峡運河計画は進んでいない。また、クラ地峡を横断するパイプラインを建設し、両端に超大型タンカーのための港を建設する案もあり、タイだけでなくミャンマー
も同様の提案をしている。これにより、中東から東南アジアへの原油運送コストを1バレルあたり0.5ドル圧縮することができるという試算もある。
マラッカ海峡の代わりに、スンダ海峡（スマトラ島・ジャワ島間）やロンボク海峡（バリ島・ロンボク島間）などインドネシア領内の海峡を通ってインド洋から太平洋側に出る航路もあるが、スンダ海峡は水深が浅く大型船の航行には使えず、ロンボク海峡は水深は十分にあるものの、マラッカ海峡より650キロメートルもの遠回りになる、小島や岩礁が多いなどの難点がある。
2013年、中国は、ミャンマー西部のチャウピュ港から雲南省に至るパイプラインを完成。マラッカ海峡を経ずに中東から原油、天然ガスを移送する手段の一つを整えた。

### マラッカ海峡大橋建設構想
2009年（平成21年）10月9日、日本経済新聞は中国の援助によるムラカ（マラッカ）州とスマトラ島（地図上ではリアウ州ドゥマイ）を結ぶ橋の建設構想が現地紙で明らかにされたと報じた。中国輸出入銀行が建設費の85パーセントを融資するとしているが、マレーシア政府による建設許可が下りておらず、公表された企業は知名度の低い一民間企業に過ぎないとして、計画の存在を報じながらも、なお疑わしい点もあることが示された。